# Reisesicherungsschein
Der Reisesicherungsschein ist im Reiserecht ein Sicherungsschein, der bei zu Gunsten des Reiseveranstalters getätigten Vorauszahlungen oder Anzahlungen für Pauschalreisen eine Absicherung des Reisenden durch Kreditinstitute oder Versicherungen nachweist.

## Allgemeines
Die Pflicht, Reisesicherungsscheine bei jeder Pauschalreise mitzuliefern, besteht im deutschen Reiserecht seit 1994. Grund für die Einführung waren mehrere, teilweise spektakuläre Insolvenzen von Reiseunternehmen, die dazu führten, dass Urlauber am Urlaubsort „strandeten“ bzw. geleistete Anzahlungen verloren waren. Reiseveranstalter dürfen seitdem vom Reisenden Voraus- oder Anzahlungen vor Reiseantritt nur unter bestimmten Voraussetzungen verlangen. Dadurch übernimmt der Reisende jedoch ein Vorleistungsrisiko, das in der Gefahr besteht, dass wegen der Insolvenz des Reiseveranstalters die Pauschalreise ganz oder teilweise nicht mehr durchgeführt werden kann und der Reisende seine Anzahlung nicht mehr zurückerhält. Gerät der Reiseveranstalter während der Reise in Insolvenz, unterliegt der Reisende dem Risiko, dass gebuchte Reiseleistungen, insbesondere der Rückflug, nicht mehr durchgeführt werden.

## Rechtsfragen
Dieses Risiko wird in Deutschland seit November 1994 durch den Reisesicherungsschein abgedeckt. Aufgrund Artikel 17 Abs. 1 der Richtlinie (EU) 2015/2302 vom 25. November 2015 über „Pauschalreisen und verbundene Reiseleistungen“ hatten alle EU-Mitgliedstaaten sicherzustellen, dass in ihrem Hoheitsgebiet niedergelassene Reiseveranstalter Sicherheit für die Erstattung aller von Reisenden oder in deren Namen geleisteten Zahlungen leisten, sofern die betreffenden Leistungen infolge der Insolvenz des Reiseveranstalters nicht erbracht werden. Abzusichern ist der Anspruch des Reisenden auf Erstattung des im Voraus gezahlten Reisepreises. Diese Voraussetzungen sind in § 651t BGB geregelt, wo der Reisesicherungsschein „Kundengeldabsicherungsvertrag“ genannt wird. Danach darf der Reiseveranstalter Zahlungen des Reisenden auf den Reisepreis vor Beendigung der Pauschalreise nur fordern oder annehmen, wenn ein wirksamer Kundengeldabsicherungsvertrag besteht (oder in den Fällen des § 651sBGB der Reiseveranstalter Sicherheit leistet) oder dem Reisenden Name und Kontaktdaten des Sicherungsgebers (Kreditinstitut oder Versicherung; § 651r Abs. 3 BGB) zur Verfügung stellt.
Der Sicherungsgeber darf gemäß § 651r Abs. 3 BGB ein Kreditinstitut oder eine Versicherung sein, die in Form einer Bankbürgschaft (Anzahlungsbürgschaft) oder Versicherungsbürgschaft (Kautionsversicherung) oder durch entsprechende Garantien die geleistete Vorauszahlung absichern.
Verstößt der Reiseveranstalter gegen seine Pflicht, einen Reisesicherungsschein auszustellen, kann er gemäß § 147b GewO mit einer Geldbuße belangt werden. Ein mehrfacher Verstoß kann gemäß § 35 GewO zu einem gewerberechtlichen Untersagungsverfahren führen.
In Deutschland wurde die EU-Richtlinie seinerzeit nicht rechtzeitig in nationales Recht umgesetzt, so dass die Insolvenz des Veranstalters MP Travel line dazu führte, dass der Bund gegenüber den geschädigten Reisenden schadenersatzpflichtig war.
Im Gegensatz zu der Anforderung der EU-Richtlinie vom 13. Juni 1990 (Richtlinie 90/314/EWG) hat die damalige Bundesjustizministerin, Sabine Leutheusser-Schnarrenberger (FDP), für den  Sicherungsgeber in Deutschland eine absolute Haftungsgrenze von 110 Millionen Euro festgelegt. Unabhängig von der Unternehmensgröße der Reiseveranstalters und unabhängig von der Anzahl verkaufter Reisen hat dies zur Folge, dass bei der Insolvenz eines großen Reiseveranstalters (siehe z. B. Insolvenz der deutschen Thomas Cook GmbH im September 2019) die Kundengelder zwar vollständig abgesichert sind, aber nur quotal erstattet werden können. Je mehr Reisende einen Erstattungsanspruch gegen Großveranstalter besitzen, umso höher ist ihr Risiko, nicht den vollen Erstattungsbetrag zu erhalten.
Als Reaktion auf die Thomas-Cook-Pleite wurde § 651r BGB zum 1. Juli 2021 überarbeitet. Mit Wirkung zum 1. November 2021 sind alle Reiseveranstalter mit einem Jahresumsatz von über 10 Millionen Euro verpflichtet, dem neugegründeten Deutschen Reisesicherungsfonds beizutreten. Aus dem Fonds, der durch Mitgliedsbeiträge sowie durch Kreditzusagen inländischer Banken gebildet wird, werden die Kosten aus Insolvenzen von Reiseveranstaltern beglichen, wobei als Zielvorgabe die Höhe des Fonds einen zu erwartenden Maximalverlust von 22 Prozent des Jahresumsatzes eines Reiseveranstalters decken soll. Kleinere Reiseveranstalter mit einem Jahresumsatz von weniger als 3 Millionen Euro müssen sich nur noch bis zu einer Höhe von 1 Million Euro für den Insolvenzfall versichern. Erstmals kam der Fonds bei der Insolvenz des Reiseveranstalters FTI Touristik am 3. Juni 2024 zum Einsatz.

## Zweck
Der Reisesicherungsschein dient dem Gläubigerschutz der Reisenden vor Insolvenzgefahr beim Reiseveranstalter. Er sichert das Vorleistungsrisiko ab, das Reisende bei Vorauszahlungen auf den Reisepreis eingehen. Gerät der Reiseveranstalter vor Beginn oder während der Pauschalreise in Insolvenz und kann deshalb einzelne oder sämtliche vertraglichen Reiseleistungen nicht mehr erbringen, tritt der Haftungsfall ein, und die Kreditinstitute oder Versicherungen müssen aufgrund ihrer Bürgschaft/Garantie den Schaden bis zur Höhe der übernommenen Eventualverbindlichkeit übernehmen. Die Kosten für diese Absicherung (Avalprovision bei Kreditinstituten, Versicherungsprämien bei Versicherungen) übernimmt zunächst der Reiseveranstalter, der sie jedoch in den Reisepreis einkalkuliert.

## International
In Österreich wurde die EU-Pauschalreiserichtlinie durch die Reisebürosicherungsverordnung (RSV) umgesetzt. Danach hat gemäß § 3 Abs. 1 RSV der Veranstalter sicherzustellen, dass dem Reisenden erstattet werden die bereits entrichteten Zahlungen (Anzahlungen und Restzahlungen), soweit die Reiseleistungen gänzlich oder teilweise infolge Insolvenz des Veranstalters nicht erbracht wurden, und die notwendigen Aufwendungen für die Rückreise, die infolge Insolvenz des Veranstalters entstanden sind. Dabei darf der Veranstalter gemäß § 3 Abs. 3 RSV zwischen der Absicherung durch Versicherungsvertrag oder einer unwiderruflichen und abstrakten Bankgarantie wählen. Beide müssen ihre Absicherung auf alle Buchungen erstrecken, die während der Vertragsdauer bzw. der Nachhaftungsfrist getätigt werden und bei denen die gebuchte Reise spätestens zwölf Monate nach Ablauf der Nachhaftungsfrist endet.
In der Schweiz sind Pauschalreisen nur dann abgesichert, wenn der Reiseveranstalter dem seit 1993 bestehenden „Garantiefonds der Schweizer Reisebrache“ angeschlossen ist. Er wurde aufgrund des im Juli 1994 in Kraft getretenen Bundesgesetzes über Pauschalreisen errichtet. Gemäß Art. 18 dieses Gesetzes muss der Veranstalter oder der Vermittler für den Fall seiner Zahlungsunfähigkeit oder seines Konkurses die Erstattung bezahlter Beträge und die Rückreise des Reisenden sicherstellen. Damit sind die Kundengelder bei einem Konkurs des Anbieters vor Reiseantritt vollständig abgesichert.